# Събрание на Косово
Събранието на Република Косово (на албански: Kuvendi i Republikës së Kosovës; на сръбски: Скупштина Републике Косово, Skupština Republike Kosovo) е представителен орган на гражданите и представлява законодателната власт в Косово, която се избира пряко от народа на всеки четири години. Първоначално е създадена от Временната администрация на ООН в Косово през 2001 г., за да осигури „временно, демократично самоуправление“. На 17 февруари 2008 г. представители на народа на Косово едностранно обявяват независимостта на Косово и впоследствие приемат Конституцията на Косово, която влезе в сила на 15 юни 2008 г.
Събранието на Република Косово се регулира от Конституцията на Косово и има 120 пряко избрани членове, като 20 от тях са запазени за националните малцинства, както следва:
- 10 места за представителите на сърбите.
- 4 места за представителите на ромите, ашкалите и гюптите.
- 3 места за бошняците.
- 2 места за турците.
- 1 място за гораните.[3]

Албанският език е официалният език на мнозинството, но се използват всички езици на малцинствата като сръбски, турски и бошняшки, със симултанен превод.